# Gå inte än
Gå inte än är en sång av Niklas Strömstedt. Den finns med på hans debutalbum Skjut inte... det är bara jag! från 1981, men utgavs också som andra singel från den skivan samma år.
Gå inte än producerades av Lasse Lindbom. Medverkande musiker var Strömstedt (gitarr, piano, orgel, sång), Jan-Egil Bogwald (bakgrundssång, gitarr), Janne Bark (bakgrundssång, gitarr), Magnus Persson (trummor), Matts Alsberg (bas) och Lars Furberg (bakgrundssång). Singeln nådde inga listframgångar.

## Låtlista
Sida A
1. "Gå inte än"

Sida B
1. "Kärlek är ett gift"

## Medverkande
- Matts Alsberg – trummor
- Janne Bark – bakgrundssång, gitarr
- Jan-Egil Bogwald – bakgrundssång, gitarr
- Lars Furberg – bakgrundssång
- Magnus Persson – trummor
- Niklas Strömstedt – gitarr, piano, orgel, sång